# Такцер
Такце́р, Тенгсте́р (тиб. སྟག་འཚེར། — «Место на высоте», кит. упр. 红崖村, пиньинь Hóngyá Cūn, палл. Хунъя Цунь, буквально: «Деревня на красном обрыве») — тибетская деревня в китайской провинции Цинхай (или тибетской культурной области Амдо).
Такцер изначально имел большие площади пастбищ для деревни Балангста, занимавших около двух часов ходьбы по долине. Крупный рогатый скот летом выводится по пастбищам, в результате чего они дают очень жирное молоко. Позже, когда люди поняли, что это также хорошее место для ферм, были построены постоянные дома, и деревня состояла из около тридцати домов при Тензине Гьяцо, XIV Далай-ламе, родившегося здесь.
Деревня находится на пути из Синина, который был резиденцией местного китайского государственного управления, Лабранг, крупнейший монастырь в области после известного монастыря Кумбум.
Такцер — это тибетское название деревни Хунъя (红崖村 Hongya cun, Hongaizi на местном диалекте), которая входит в Шихуэйяо-Хуэйскую национальную волость (石灰窑回族乡) уезда Пинъань(平安县) округа Хайдун провинции Цинхай в КНР. Несмотря на это, находящиеся веками под китайско-говорящей средой, она по-прежнему относится к тибетской культурной области Амдо. Такцер не был в непосредственной близости от буддийского монастыря Кумбум (с кит. — «Таэр Си»), который находится примерно в 50 км к юго-востоку от него и в около 22 км юго-западнее города Пинъань (平安镇, тиб. Bayan khar), который также является резиденцией правительства уезда.

## Население
Хотя название Тацкер является напоминанием о тех временах, когда здесь первыми жителями были тибетские племена, Хуэйцзу были основными этническими группами в этом районе со времен династии Цин (1644) .
В 1935 году село под контролем мусульманского военачальника Ма Буфен, состояла из 17 домохозяйств, 15 из которых были тибетскими. В 1985 году здесь жили 40 семей и к 2002 году эта цифра увеличилась до 50.
В 2009 году в селе проживало 256 жителей. Более 70% из 50 семей имеют телевизор и наземные телефонные линии. В поселке имеется 10 мобильных телефонов, 16 мотоциклов и один автомобиль, но по-прежнему нет интернета.

## Место рождения Далай-ламы XIV
Деревня Такцер получила известность как место рождения Далай-ламы XIV в 1935 году.. Здесь также родился его старший брат, Джигме Норбу Туптен, которого Далай-ламой XIII признал реинкарнацией великого ламы Такцер Ринпоче.

### "Бывшая резиденция Хонгуа"
В своей книге «Далай-лама, мой сын. История матери», опубликованой в 2000 году, мать Далай-ламы, Дики Церин, докладывала в беглом описании о том, что пятый Ретинг Ринпоче дал семьи после видения: 

было дерево на заднем дворе и ступы (...) на дверях и (...) у нас была небольшая черно-белая собака и большой дог на террасе (...), было много национальностей в нашем доме.
Оригинальный текст (англ.)there was a tree in the back yard and a stupa (...) at the doorway and (...) we had a small black-and-white dog and a large mastiff on the terrace (...), there were many nationalities in our home.

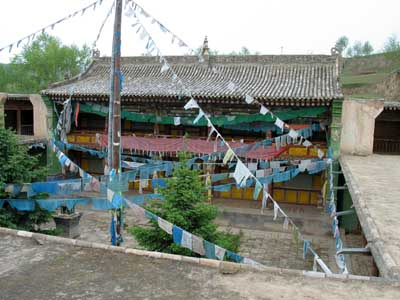
Дом, где родился Далай-лама XIV

В 1954 году австрийский альпинист Генрих Харрер, имевший возможность говорить с Дзаса Кунсанце, одним из монахов, посланных искать реинкарнацию Далай-ламы XIII, описывает дом как «маленький китайский крестьянский дом с резными фронтонами»..
Тот же дом изображается как «обычный тибетский» Майклом Гудманом в 1986 году (...на месте, где Далай-лама XIII отдыхал за 30 лет, заметил красоту дома). Чтобы найти более существенные описание дома, надо изучить биографии, опубликованные в 1959 году старшим братом Далай-ламы, Джигме Норбу Тубтеном. Там описаны и изображены в мельчайших деталях внешний вид и внутреннее устройство дома.

## Монастырь 4-го Кармапы

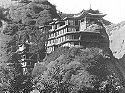
Монастырь Шадзон Ритро был основан в XIV веке 4-м Кармапой

На вершине горы, в 7 км от Такцера, монастырь Шадзон Ритро был основан 4-м Кармапой (1340-1383) в XIV начале века. На время возвращения из Китая, Далай-лама XIII остановился на некоторое время в этом монастыре, в поисках великолепных мест, глядя на дом следующей реинкарнации далай-ламы.
Согласно Тубтен Джигме Норбу, в 1949 году, к концу Гражданской войны в Китае, коммунисты ограбили и разрушили то, что не возможно было унести, а здание монастыря сгорело.